# Новосёловка (Ровненская область)
Новосёловка (укр. Новоселівка) — село в Млиновской поселковой общине Дубенского района Ровненской области Украины.
До 2020 года входило в Млиновский район.
Население по переписи 2001 года составляло 547 человек. Почтовый индекс — 35153. Телефонный код — 3659. Код КОАТУУ — 5623881305.

## География
В селе берет начало река Козин.

## История
В 1906 году село Божкевичи Млиновской волости Дубенского уезда Волынской губернии. Расстояние от уездного города и 16 верстах от волости 15. Дворов 91, жителей 781.